# Marnefia mirifica
Marnefia mirifica är en tvåvingeart som beskrevs av Cortes 1982. Marnefia mirifica ingår i släktet Marnefia och familjen parasitflugor. Inga underarter finns listade i Catalogue of Life.